# 小幡英之
小幡 英之（おばた ひでゆき、1965年2月17日 - ）は、日本のソングライター・編曲家。山口県立下関西高等学校卒業、産業医科大学医学部中退。2015年、東京大学教養学部比較文学科卒業。代表曲はEvery Little Thing「また あした」作曲など。

## 人物
avex関連の楽曲提供が多い。元はプロのサックス演奏者で、数多の歌手のツアーサポートを経験。1994年から3年間Mr.Childrenのステージ、レコーディングで演奏。

## 主な提供作品
2007年11月確定時点。

### J-FRIENDS
- 表題曲
  - "I WILL GET THERE"

### V6
- 表題曲
  - "IN THE WIND" "僕と僕らのあした" "ジャスミン"

- その他
  - "A・SA・YA・KE" "タイムカプセル"

### 20th Century
- 表題曲
  - "WISHES〜I'll be there〜"

- その他
  - "bird cage" "INNOCENCE" "夜汽車ライダー"

### 長野博&井ノ原快彦
- その他
  - "夕焼けドロップ"

### タッキー&翼
- 表題曲
  - "仮面" "One Day, One Dream"

- その他
  - "君の名を呼びたい" "queen of R" "生きてる証" "Pride♂the END" "DEEP into BLUE" "ひと夏の..." "To be,or not to be" "空のスクリーン -rainbow in my soul-" "The world will never forget..."

### 島谷ひとみ
- 表題曲
  - "赤い砂漠の伝説" "YUME日和"

- その他
  - "こなゆき" "月影のエデンへ"

### hitomi
"ヒカリ"

### Every Little Thing
"また あした"

### 安良城紅
"Silhouette" "Daphne" "Step"

### その他
- ENVY「大地のスクラム」
- 河口恭吾「真冬の月」「雨ニヌレタ花ヲダイタ」
- COOL「超時空的DNA」
- 工藤静香「Simple」
- Sugar「風と花束」「USUBENI」
- ZONE「JET」
- 山下久美子「ちっぽけなすべて」「ありふれた未来」